# Alfons Sampsted
Alfons Sampsted (Kópavogur, 6 de abril de 1998) é um futebolista islandês que atua como lateral-direito. Atualmente, defende o Birmingham, emprestado pelo Twente, e a Seleção Islandesa.

## Carreira

### Início
Alfons começou a treinar no Breiðablik aos 5 anos, mas não só jogava futebol como também fazia atletismo e ginástica, chegando a ganhar torneios de salto em altura, salto em distância, velocidade de 60 m e salto em barreiras, além de ganhar alguns torneios com seu grupo de ginástica, mas tendo que se decidir sobre o que fazer, decidiu seguir a carreira de jogador e começou a jogar na base do clube com 15 anos.

### Breiðablik
Iniciou sua carreira profissional em 2015. Jogou somente 2 jogos pelo clube antes de ser emprestado na metade da temporada, em agosto de 2015 ao Þór Akureyri, clube também da Islândia.
No retorno ao seu clube formador em 2016, jogou a maioria dos jogos pelo Breiðablik, com o clube terminando na 6a colocação na Úrvalsdeild.

### IFK Norrköping

#### Empréstimos
Em janeiro de 2017, se transferiu ao IFK Norrköping, da Suécia. Ficou 3 temporadas no clube, mas só atuou em 2 jogos, acumulando 4 empréstimos: em 2017 para o IF Sylvia, 2018 ao Landskrona BoIS, em 2019 novamente ao IF Sylvia e para o clube que o revelou, Breiðablik.

### FK Bodø/Glimt
Em 20 fevereiro de 2020, foi contratado pelo FK Bodø/Glimt, da Noruega, assinando com o clube até 2022. Rapidamente se tornou uma das peças fundamentais do time, jogando todas as 15 partidas da 1a parte do campeonato e participando da campanha que levou o clube ao 1° titulo de Eliteserien de sua história.

### Birmingham City
Sampsted foi emprestado do Twente ao Birmingham em 12 de agosto de 2024.

## Seleção Islandesa

### Islândia Sub-21
Com frequentes participações nas categorias de base da Seleção Islandesa, em 15 de novembro de 2020, Alfons se tornou o jogador que mais jogou pela Islândia Sub-21, com 30 jogos.

### Islândia
Foi um dos convocados pelo técnico Arnar Þór Viðarsson para os amistosos contra o México, Ilhas Faroé e Polônia, disputados em 29 de maio, 4 de junho e 8 de junho de 2021, respectivamente.

## Títulos

### Bodø/Glimt
- Campeonato Norueguês de Futebol: 2020